# Il Sole 24 Ore Radiocor
Il Sole 24 Ore Radiocor (o sencillamente Radiocor) es la agencia de prensa del Grupo 24 Ore.

## Historia
Fundada en 1953, entró a formar parte del Grupo 24 Ore en 1994.
La agencia tiene dos redacciones en Italia (Milán, Roma) y dos en el extranjero (Bruselas, New York).
El producto principal de la Agencia Radiocor es el Noticiario Económico Financiero RCO.
El gerente responsable es, desde septiembre de 2018, Fabio Tamburini, que es subentrato a Guido Gentili.